# Kuruluş "Osmancık"
Kuruluş – Osmancık ist eine türkische Fernsehserie von TRT aus dem Jahr 1988. Die Serie behandelt die Gründung des Osmanischen Reichs. Er fängt bei den Jugendjahren Osmans (damals Osmancık/Osmanchen) an, behandelt die Wahl Osmans zum Stammeshäuptling der Kayı (nun Osman Bey) bis zur Gründung der Dynastie (nun Osman Han). Die Serie endet mit dem Tod Osmans nach der Eroberung Bursas durch seinen Sohn Orhan Gazi.

## Handlung
Es ist das Jahr 1280. Die Marmararegion ist unter byzantinischer Herrschaft. Bursa (Prusa), Harmankaya (Chirmenkia), İnegöl, Yarhisar, Karacahisar sind unter der Herrschaft von christlichen lokalen Burgherren (türkisch: Tekfur). Die Bevölkerung besteht aus byzantinischen Dorfbewohnern und nomadischen und halbnomadischen türkmenischen (oghusischen) und tatarischen Eşirets (Stämmen). Außerhalb der Burgen der Fürsten herrscht Zivilisationslosigkeit; Plünderungen befinden sich an der Tagesordnung. Einer der Stämme der Gegend sind die Kayı, einer der 24 oghusischen Eşirets. Die Kayı kamen aus Zentralasien und wurden vom Seldschukenstaat in Söğüt angesiedelt. Die Kayı ziehen im Frühling auf ihr Yaylak (Sommerweide) Domaniç. Ihre Wertsachen hinterlassen die Kayı bis zu ihrer Rückkehr im Herbst in der Burg des Tekfur von Bilecik, der ein gutes Verhältnis zu ihnen hat. Der Häuptling der Kayı ist der alternde Ertuğrul Bey. Seine Ehefrau ist die Hayme Hatun. Ertuğrul Bey hat drei Söhne und eine Tochter, die in einen anderen oghusischen Stamm, den Dodurga, eingeheiratet hat. Gündüz ist sein ältester Sohn, seine Ehefrau ist die Burla Hatun, ihr Sohn heißt Aydoğdu. Ertuğruls mittlerer Sohn heißt Savcı. Er ist verheiratet mit der Ayna Melek, ihr Sohn heißt Baykoca, ihre Tochter Banuçiçek. Der jüngste Sohn von Ertuğrul heißt Osman. Osman führt eine unbekümmerte Jugend. Für die Angelegenheiten der Kayı interessiert er sich nicht.
Wie jedes Jahr vor dem Aufbruch auf die Sommerweiden besucht Ertuğrul den Scheich Edebalı, den spirituellen Berater der Kayı. Gesprächsthema ist die Nachfolgerschaft Ertuğruls. Ertuğrul ist in Sorge um Osman, den er gern als seinen Nachfolger als Oberhaupt der Kayı sehen würde. Er habe ihn nach dem Kalifen Osman benannt, das Schwert Osmans, das Ertuğrul vom Seldschukensultan Keykubad als Souvenir bekommen hat, solle Osman tragen.
Am Abend sucht Scheich Edebalı Osman auf, um auf ihn einzureden, er solle sich mehr zutrauen. Am nächsten Tag, als Osman von einer Jagd zurückkehrt, trifft er erneut auf Edebalı, der ihn mit seinen Kommentaren über sein Zeitvertrödeln provoziert. Osman macht deutlich, dass er nicht führen möchte. Führen sei das Recht seines weisen Bruders Gündüz. Andere Gespräche machen Osman deutlich, dass die Oghusen einen Führerstamm brauchen. Den meisten oghusischen Stämmen in Anatolien fehle allerdings die Dynamik zum Herrschen, da sie von der langen Wanderung aus Zentralasien erschöpft sind. Die Kayı, die in Söğüt länger sesshaft geworden sind, wären dieser ersehnte Führerstamm, der einen dynamischen jungen Herrscher brauche. In der Folge besucht Osman den Scheich, der Scheich lässt ihn allerdings warten. Vom Fenster sieht er Malhun Hatun, die Tochter des Scheich Edebali, die sofort sein Interesse weckt. Beim Scheich bittet er dann spontan um die Hand seiner Tochter. Edebali allerdings versagt diese Heirat. Im Folgenden stellt sich heraus, dass Edebali durch die Absage Osman zum Nachdenken über seine Worte und zum Verinnerlichen einer Führerposition bringen möchte. Erneut bei einer längeren Wartezeit im Wartezimmer des Scheich nickt Osman ein. Er träumt von einem Baum, der aus seinem Herzen aus wächst, während der Mond Malhun Hatun darstellt. Diesen Traum deutet Kumral Abdal, einer der Mönche beim Scheich, als Zeichen für eine zukünftige Weltherrschaft.

## Kritik
Der Film erhielt in der Internet Movie Database eine Bewertung von 8,4 von 10. Die Webseite Sinevilla.com urteilt: „Tariq Buğra liefert mit seinem Drehbuch eine großartige Adaption des Stoffes, eine epische Erzählung über eines der größten Imperien in der Geschichte des Osmanischen Reiches.“